# Josef-Scheu-Hof
Der Josef-Scheu-Hof ist ein Gemeindebau in der Drischützgasse 5 im 11. Wiener Gemeindebezirk Simmering.

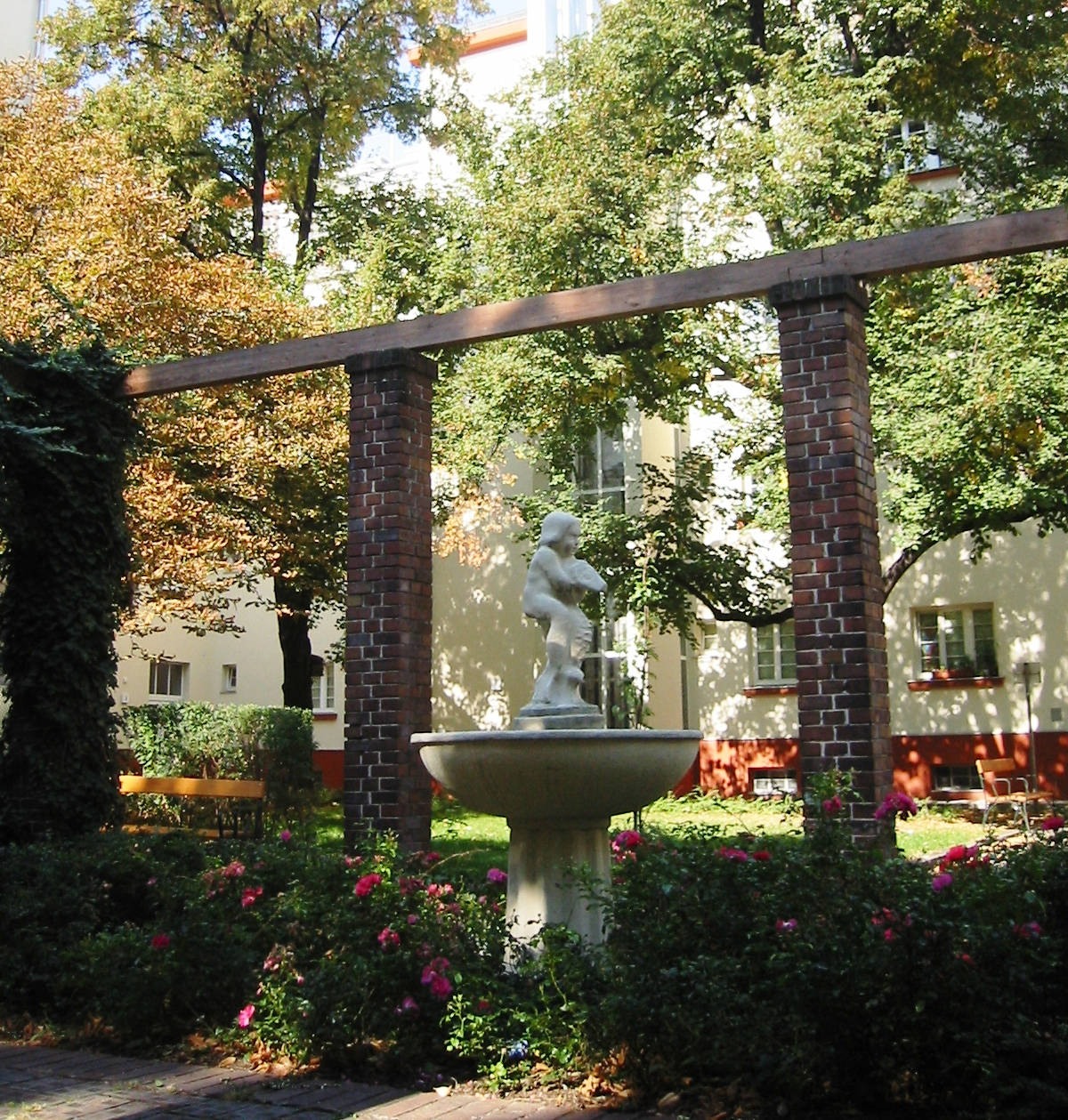
Brunnen im Innenhof

## Geschichte
Im Roten Wien der Zwischenkriegszeit entstanden zahlreiche kommunale Wohnbauten, vor allem in den von vielen Arbeitern bewohnten Außenbezirken Favoriten und Simmering. In der Zeit von 1923 bis 1926 wurden rund um den Simmeringer Herderplatz und  den 1930 eröffneten Herderpark insgesamt sechs Gemeindebauten errichtet. Neben dem Josef-Scheu-Hof waren dies die Wohnanlagen Alfons-Petzold-Hof, Dr.-Franz-Klein-Hof, Friedrich-Engels-Hof, Karl-Höger-Hof und der benachbarte Widholzhof.
Der Josef-Scheu-Hof wurde von 1925 bis 1926 nach Entwürfen des Architekten Franz Wiesmann errichtet. Ursprünglich verfügte er unter anderem über eine zentrale Waschküche, zwei Werkstätten und eine noch heute bestehende Apotheke. Von 2005 bis 2007 erfolgte eine Sanierung der Anlage, wobei unter anderem die Fenster und Türen erneuert wurden und ein Anschluss an die Fernwärme erfolgte. Durch einen Dachgeschoßausbau sind 24 neue Wohnungen entstanden.
Benannt ist der Gemeindebau nach dem Komponisten und Musiker Josef Franz Georg Scheu, der die Melodie zu dem in der sozialdemokratischen Bewegung zur Hymne gewordenen Lied der Arbeit komponierte.

## Architektur und Gestaltung
Die 187 Wohnungen umfassende und denkmalgeschützte Wohnanlage hat eine beinahe quadratische Form und wird durch die Ehamgasse, Drischützgasse, Herbortgasse und Zehetbauergasse begrenzt. Die in hell- und dunkelbraunen Farbtönen gehaltene Fassade hat dazu geführt, dass der Wohnbau im Volksmund auch Schokoladenhof genannt wurde. Der Innenhof ist aufgrund der Randverbauung der Anlage über 2.100 m² groß und verfügt über eine Pergola, in deren Zentrum ein Wasserbecken mit einer von Anton Endstorfer gestalteten Nixchen-Brunnenplastik steht.